# 于洪涛
于 洪涛（う こうとう、1967年10月 - ）は、中華人民共和国の政治家。

## 経歴
中国共産党七台河市委員会副委員長、鶏西市市長、中国共産党鶏西市委員会書記長などを経て、2022年には中国共産党黒竜江省委員会の常駐委員に、また中国共産党黒竜江省委員会書記長秘書にもなった。2024年1月、中国共産党黒竜江省委員会常駐委員に再任、ハルビン市委員会書記長にも任命され、実質ハルビン市市長となっている。